# Trattato anglo-iracheno del 1930
Il trattato anglo-iracheno del 1930, fra il Regno Unito e l'Iraq, dal 1921 sotto amministrazione mandataria britannica per conto della Società delle Nazioni, si fondava su uno precedente, sottoscritto fra britannici e iracheni nel 1922 (trattato anglo-iracheno del 1922).

Il trattato vide come firmatari i re Giorgio V e Fayṣal I d'Iraq. L'alto commissario britannico Francis Humphrys sottoscrisse l'accordo per il Regno Unito e il primo ministro iracheno Nuri al-Sa'id fece altrettanto per il regno hascemita d'Iraq.
La decisione di Londra di sottoscrivere il 30 giugno 1930 un nuovo trattato era ricollegabile per un verso alle crescenti pressioni nazionalistiche irachene, che mal sopportavano un'amministrazione britannica senza limiti, dopo che questa aveva del tutto vanificato i precedenti accordi basati sulla corrispondenza tra lo sceriffo della Mecca al-Husayn ibn ʿAlī e Sir Henry MacMahon, ma per un altro, non secondario, al rinvenimento nel 1927 di importantissimi giacimenti petroliferi nel nord e nel sud dell'Iraq da parte dell'Iraq Petroleum Company, che, per essere sfruttati, esigevano rapporti meno tesi con l'ambiente politico arabo iracheno.
Il Regno Unito occupava ancora l'Iraq, fin dal momento in cui la Società delle Nazioni l'aveva incaricata di un mandato di tipo A sull'Iraq. Il trattato del 1930 formulava un patto fra le due parti, in base al quale l'indipendenza nominale dell'Iraq sarebbe stata conseguita due anni più tardi, allo scadere del mandato. Il fine principale del trattato era di assicurare al Regno Unito un ampio insieme di vantaggi commerciali e militari in Iraq dopo l'indipendenza, in cambio dei quali l'Iraq non avrebbe avuto nulla.

Il punto critico era che l'accordo non fu negoziato, ma letteralmente dettato e imposto dal Regno Unito al governo filobritannico di Nuri al-Sa'id che era allora al potere, così da evitare difficoltà nel redigere il trattato due anni più tardi, alla scadenza del mandato, con un governo potenzialmente meno supino alle direttive impartite dall'alto commissario britannico.
Il trattato accordava al Regno Unito diritti quasi illimitati di stazionare le sue forze militari in Iraq, dando a Londra diritti assoluti di muovere truppe all'interno e attraverso il Paese. Nel 1941 i termini del trattato furono invocati da Londra per giustificare l'invasione britannica e l'occupazione dell'Iraq dopo la conclusione di un colpo di Stato anti-britannico e, indirettamente, filo-Asse, portato a compimento dai vertici delle forze armate irachene e da un gruppo di nazionalisti guidati da Rashid Ali al-Kaylani.
La vittoria delle superiori forze britanniche consentì a Londra di occupare l'Iraq militarmente fino al 1947. Al momento di ritirare le truppe, il Regno Unito provò a far accettare un nuovo trattato militare al governo iracheno dell'epoca, che avrebbe consentito di conservare i privilegi britannici, incrementandoli addirittura rispetto a quelli già enormi assicurati dal trattato del 1930. Malgrado fosse comunque approvato da un governo decisamente impotente e da una corona quanto mai prona al volere britannico, esso non entrò però mai in vigore, a causa di massicce dimostrazioni di protesta da parte degli iracheni.
I critici considerano il trattato del 1930 un documento che non dava all'Iraq niente più che una fragile apparenza di indipendenza, assicurando invece al Regno Unito ogni diritto d'intervento nelle questioni interne irachene, secondo l'assoluto arbitrio di Londra.